# IJsbrand Kok
IJsbrand Kok (Amsterdam, 1 april 1911 – aldaar, 22 april 1980) was een Nederlandse restauratiearchitect uit Amsterdam.

## Levensloop
Kok was een zoon van Agnes Maria Christina en Buttinger en architect Abel Antoon Kok. Hijzelf was getrouwd met Petronella Barendina Maste. Zij kregen vier kinderen.
Vader en (vooral) zoon werden voornamelijk bekend vanwege restauratiewerk. Evenals zijn jongere broer Theodorus kreeg hij zijn opleiding aan de Amsterdamse Industrieschool, afdeling Bouwkunde. In 1948 bouwde Kok een huis voor zichzelf aan de Julianalaan 6 in Baarn. Tot 1962 werkte hij in Amsterdam op het adres Herengracht 38. Daarna nam hij het architectenbureau van zijn vader over, dat was gevestigd aan de Lijnbaansgracht 245.
Met zijn overlijden in 1980 kwam volgens het archief van het NAI een einde aan Architectenbureau A.A. Kok. Andere bronnen suggereren echter dat het bureau doorgezet werd door zijn zoon Theodorus Kok (1944-2021) die al enkele jaren samen werkte met zijn vader.
Kok woonde vanaf 1968 in een historisch hoekhuis aan Amstel 284 in Amsterdam, dat onder zijn bewind gerestaureerd was.

## Restauratiewerken (selectie)
- 1945: Grafmonument kindergraf, Heemstede[5]
- 1949-1950: Admiraliteitslijnbaan, Amsterdam
- 1953: Nieuwmarkt 20-22, Amsterdam[6]
- 1954: Het Regthuis, Uitgeest[7]
- 1957: Keizersgracht 319, Amsterdam[8]
- 1958-1960: Rijper Museum, De Rijp[9]
- 1959: Zandhoek 13 - Zandhoek, Amsterdam[10]
- 1962-1963: Ruiterstraat 18, Zaltbommel[11]
- 1963: Korsjespoortsteeg 24, Amsterdam[12]
- 1963-1965: Stadhuis, Montfoort
- 1964: Kerkstraat 192-198, Amsterdam[13]
- 1965-1967: Slotkapel, Egmond aan de Hoef[14]
- 1968: Amstel 284, Amsterdam[15]
- 1970: Foreestenhuis, Hoorn[16]
- 1975: Pintohuis, Amsterdam[17]
- 1976/1977: Utrechtsedwarsstraat 4 in opdracht van Jos Brink en Frank Sanders
- 1978: Agnietenhof - Oude Wand 23 & 23a, Rijkenhage 32 en 32a, Zutphen
- 1978: Barlheze 23 en 25, Zutphen
- 1978: Egelantiersgracht, Amsterdam
- 1978: Raadhuis, Winterswijk. Restauratie van het werk van zijn vader, gebouwd in 1938[18]
- 1979 restauratie Oosterkerk te Hoorn ijsbrand Kok en Theodorus Kok.

Datum onbekend:
- Boekelo 39, Bennekom[19]
- Kerkstraat 2, Blokzijl[20]
- Weverij De Ploeg - Ir. Lelylaan 6, Heemstede
- boerderij De Eenhoorn, Middenbeemster[21]
- Kerk van Oosthuizen, Oosthuizen[22][23]

- Kalkmarkt 12, Amsterdam
- Kalkmarkt 13, Amsterdam
- O.Z. Achterburgwal 16, Amsterdam
- Prinsengracht 472, Amsterdam
- Egelantiersgracht 51, Amsterdam
- Egelantiersgracht 53, Amsterdam
- Zandhoek 14, Amsterdam